# 洪州窑
28°16′06″N 115°47′34″E / 28.26833°N 115.79278°E
洪州窑位于今江西省丰城市（隋唐时属洪州），始烧于东汉晚期，盛于两晋至中唐，终于唐末，是唐代六大名窑之一，是中国青瓷的最早发源地之一。

## 历史
洪州窑始烧于东汉晚期，盛于两晋至中唐，终于唐末。洪州窑自五代窑火熄灭后，逐渐泯灭不闻。古代文献中对洪州窑的记载极少，最重要的记载见唐代陆羽的《茶经》：“盌越州上，鼎州次，婺州次，岳州次，寿州、洪州次，……洪州瓷褐，茶色黑，悉不宜茶。”后世文献也多依据《茶经》。近代学者或认为洪州窑在南昌（吴仁敬、辛安潮《中国陶瓷史》），或认为洪州窑即后世的景德镇窑（《景德镇陶瓷史稿》），以及其它多种说法，但无一能得到证实。
1977年11月，考古工作者在丰城县曲江镇罗湖村一带发现古代窑址群，时代为西晋到隋唐时期。1979年江西省历史博物馆对该处窑址首次发掘，发现了唐代龙窑3座，出土了大量窑具和各类青瓷器。初步确定该窑址群即洪州窑。1992年至1996年间江西省文物考古研究所、北京大学考古系、丰城市博物馆联合对丰城的多处古窑址进行了三次考古发掘，2002年又对新发现的窑址进行了发掘。这些发掘成果证实这些古窑址是一个相连的整体，即历史上著名的洪州窑。1994年洪州窑遗址被评为1993年度全国十大考古新发现，1996年被列为第四批全国重点文物保护单位。

## 窑址分布
洪州窑遗址分布在丰城市的中北部，南至河洲街道罗坊窑址，北至同田乡麦园、龙雾洲窑址，东至曲江镇郭桥缺口城，西至尚庄街道黄金城窑址，地跨赣江两岸，在6个乡镇、19个自然村共发现29处古窑址，其中罗湖寺前中心窑区宽约1千米。
- 青瓷猪圈，西晋，瑞昌码头晋墓出土
- 青瓷四系羊尊，西晋，1974年湖口县江桥公社出土
- 青瓷点彩鹰首壶，西晋，1976年南昌市绳金塔出土
- 青瓷厕所，西晋，永修县出土。
- 青瓷虎子，西晋，1977年南昌市出土
- 青瓷灶，南朝，1975年安远县出土